# Нонгбуалампху
Нонгбуалампху (тайск. หนองบัวลำภู) — город в Таиланде, столица одноимённой провинции.

## География
Город расположен в 435 км к северо-востоку от Бангкока в регионе Исан.

## Население
По состоянию на 2015 год население города составляет 21 522 человека. Плотность населения — 545 чел/км². Численность женского населения (51,4 %) превышает численность мужского (48,6 %).